# Liste de sites d'art rupestre en Afrique
Cet article recense les sites pétroglyphiques en Afrique.

## Liste

### Afrique du Sud
La Witwatersrand University héberge un Rock Art Research Institute,.
- Cap-du-Nord :
  - Centre d'art rupestre de Wildebeest Kuil[4]
  - Cœur du pays ǀXam et ǂKhomani, désert du Karoo[5]
  - Driekops Eiland[6]
  - Keiskie

### Algérie

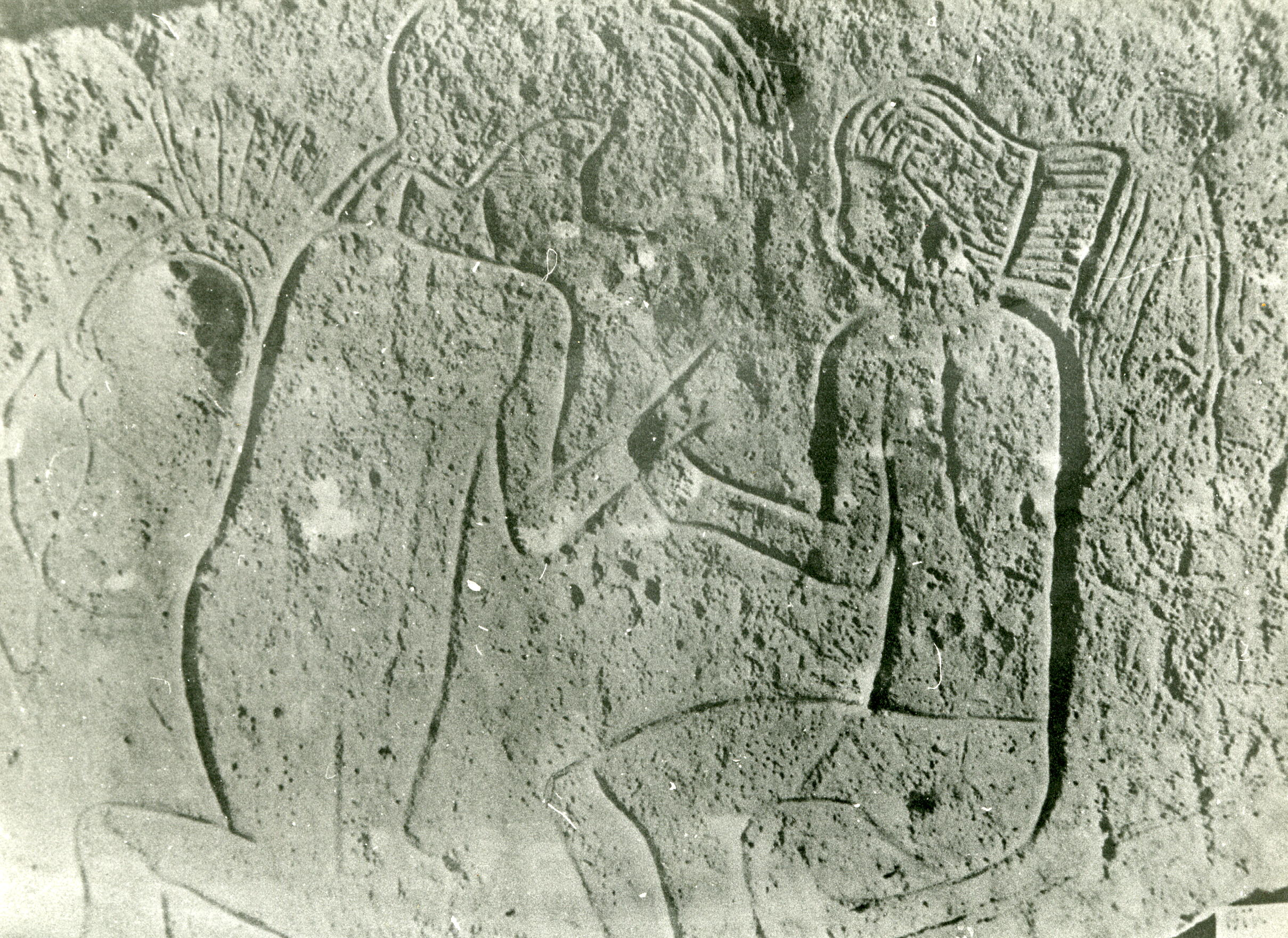
Aïn Naga, gravure dite des amoureux timides. Région de Djelfa

- Gravures rupestres de la région de Bou Saâda

- Gravures rupestres du Constantinois

- Gravures rupestres de la région de Djelfa

- Gravures rupestres de l'Oued Tell

- Gravures rupestres de Marhouma

- Gravures rupestres du Sud-oranais :
  - Gravures rupestres de la région d'Aflou
  - Gravures rupestres de la région d'Ain Sefra
  - Gravures rupestres de la région d'El-Bayadh
  - Gravures rupestres de la région de Figuig
  - Gravures rupestres de la région de Tiaret

- Tassili n'Ajjer :
  - Gravures rupestres de l'Oued Djerat
  - Gravures rupestres du Tassili
  - Gravures rupestres de la vache qui pleure
  - Peintures rupestres de la Tadrart Rouge
  - Peintures rupestres de Jabbaren
  - Peintures rupestres d'Eheren et Tahilahi

- Gravures rupestres de la région de Taghit

### Cameroun
- Bidzar[7],[8]
- Galdi

### Canaries (Îles)
- Cementario (La Palma)
- Pétroglyphes d'El Hierro (de).

### Égypte
- Grotte des Bêtes
- Grotte des Nageurs[9]
- Ouadi Hammamat
- Inscription du Sud du Sinaï
- Région du Gebel Silsileh

### Éthiopie

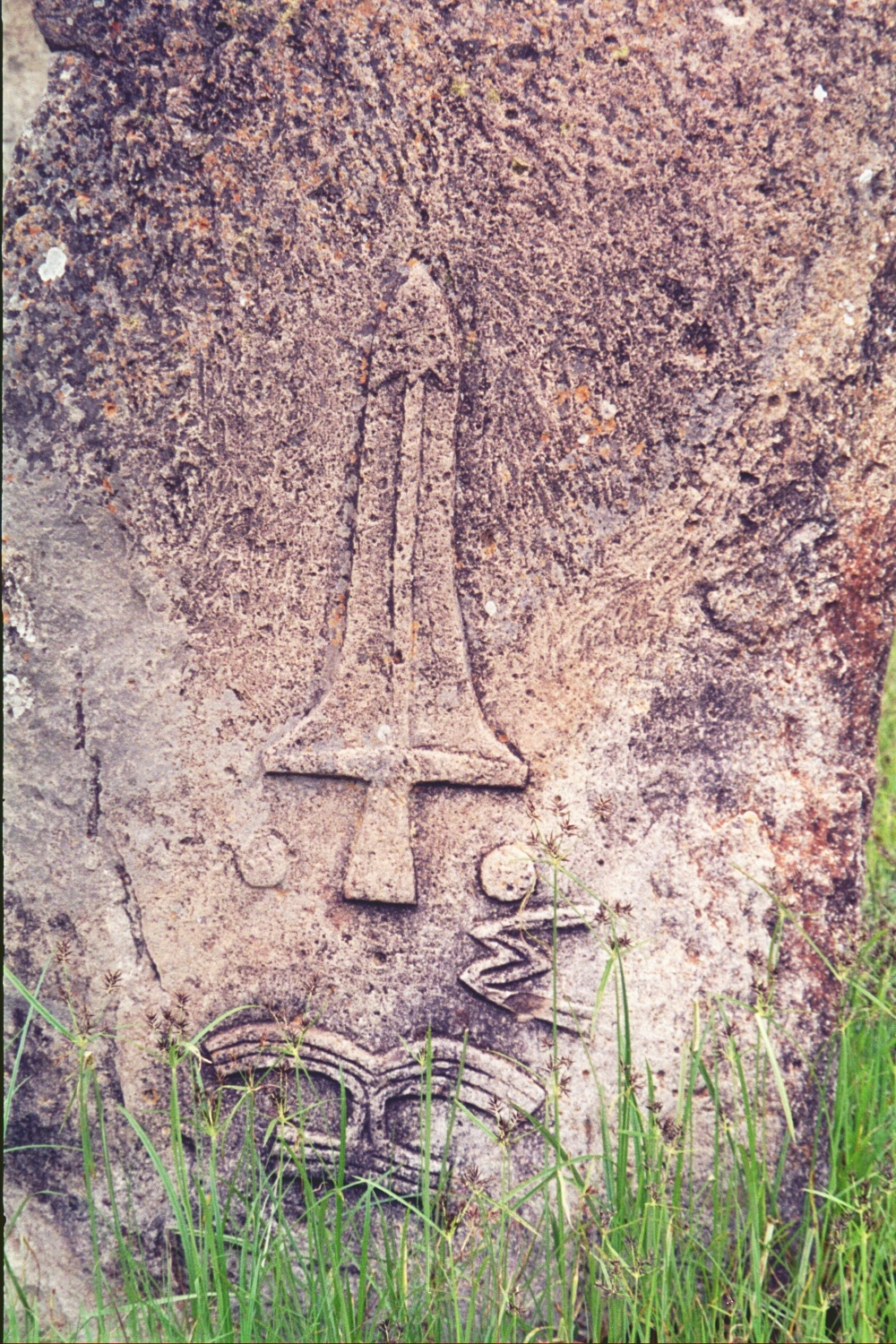
Gravure sur l'une des stèles de Tiya.

- Tiya[10]

### Gabon
- Elarmekora[11]
- Epona
- Kaya Kaya
- Kongo Boumba
- Lindili
- Vallée de l'Ogooué[12],[13]

### Libye

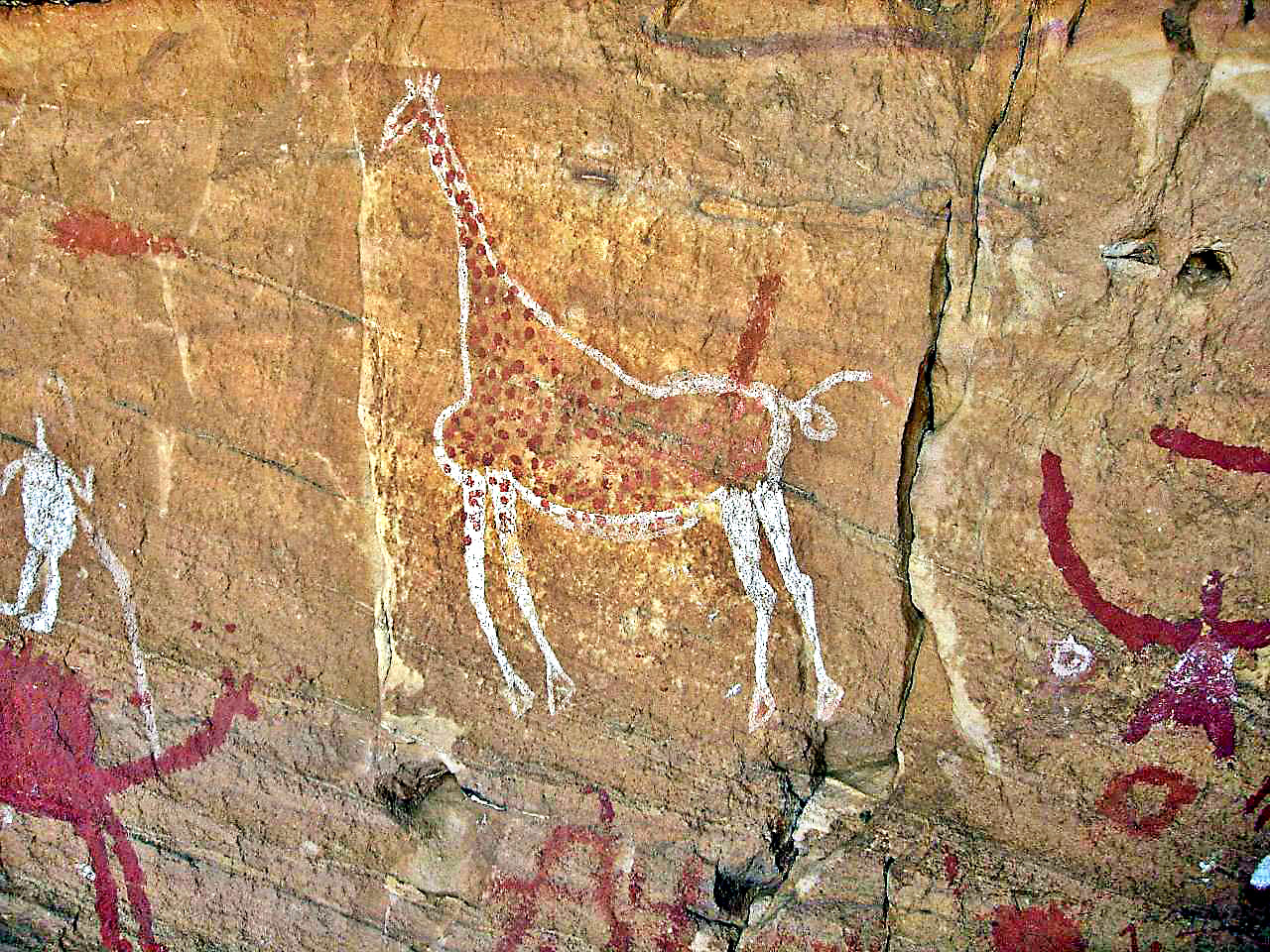
Art rupestre sur le site de Tadrart Acacus.

- Gravures rupestres du Fezzan
- Jebel Uweinat[14],[15]
- Tadrart Acacus[16]
- Wadi Mathendous

### Maroc
- Vallée du Drâa[17],[18]
- Gravures rupestres d'Aït Ouazik
- Gravures rupestres de la région de Figuig
- Gravures rupestres de Taouz[19]

### Mauritanie
- Peintures rupestres d'Agrour Amogjar

### Mozambique
- Réserve de Niassa[20]

### Namibie

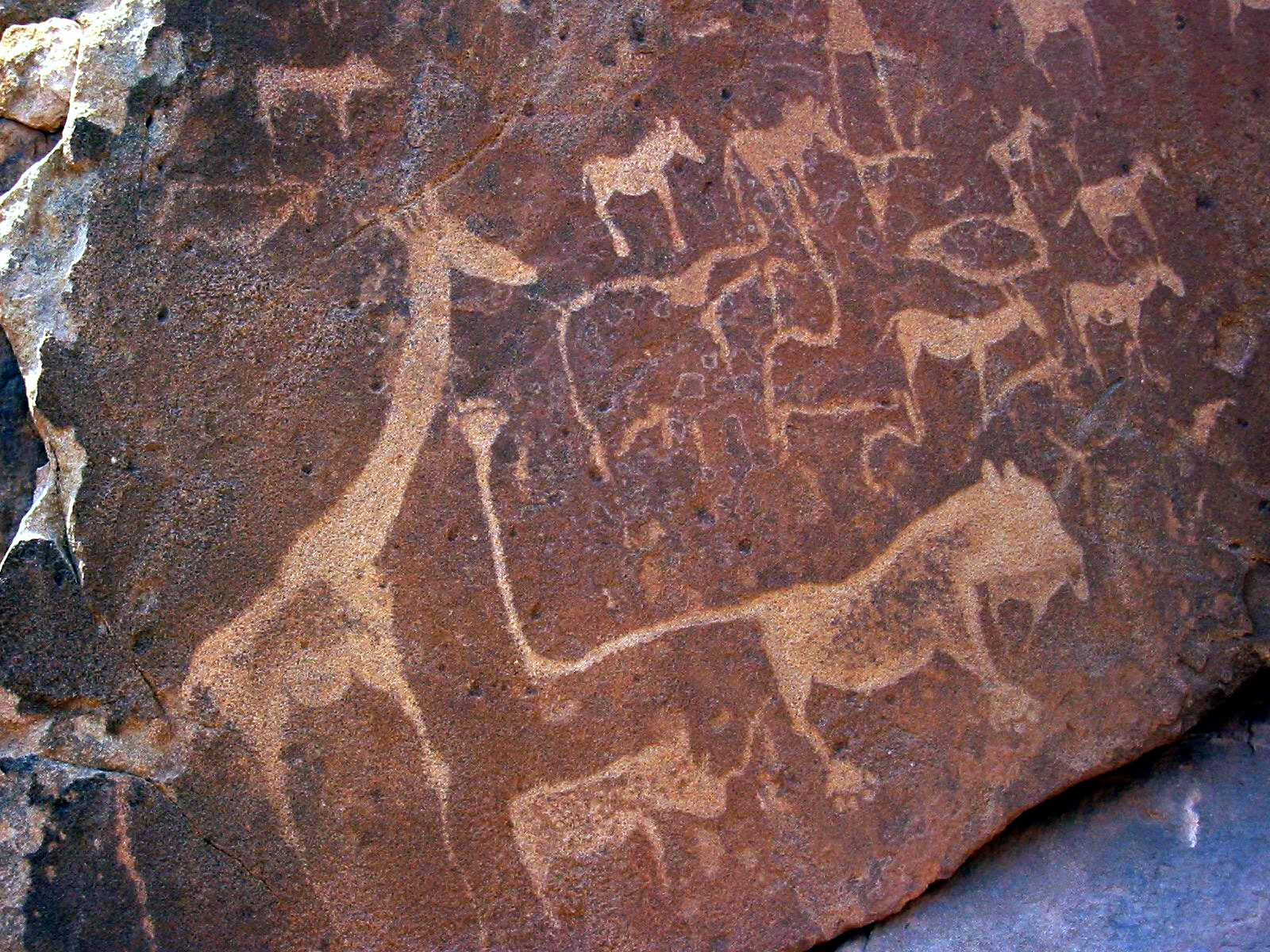
Pétroglyphes d'animaux, Twyfelfontein.

- Twyfelfontein[21]
- Massif du Brandberg
- Spitzkoppe

### Niger

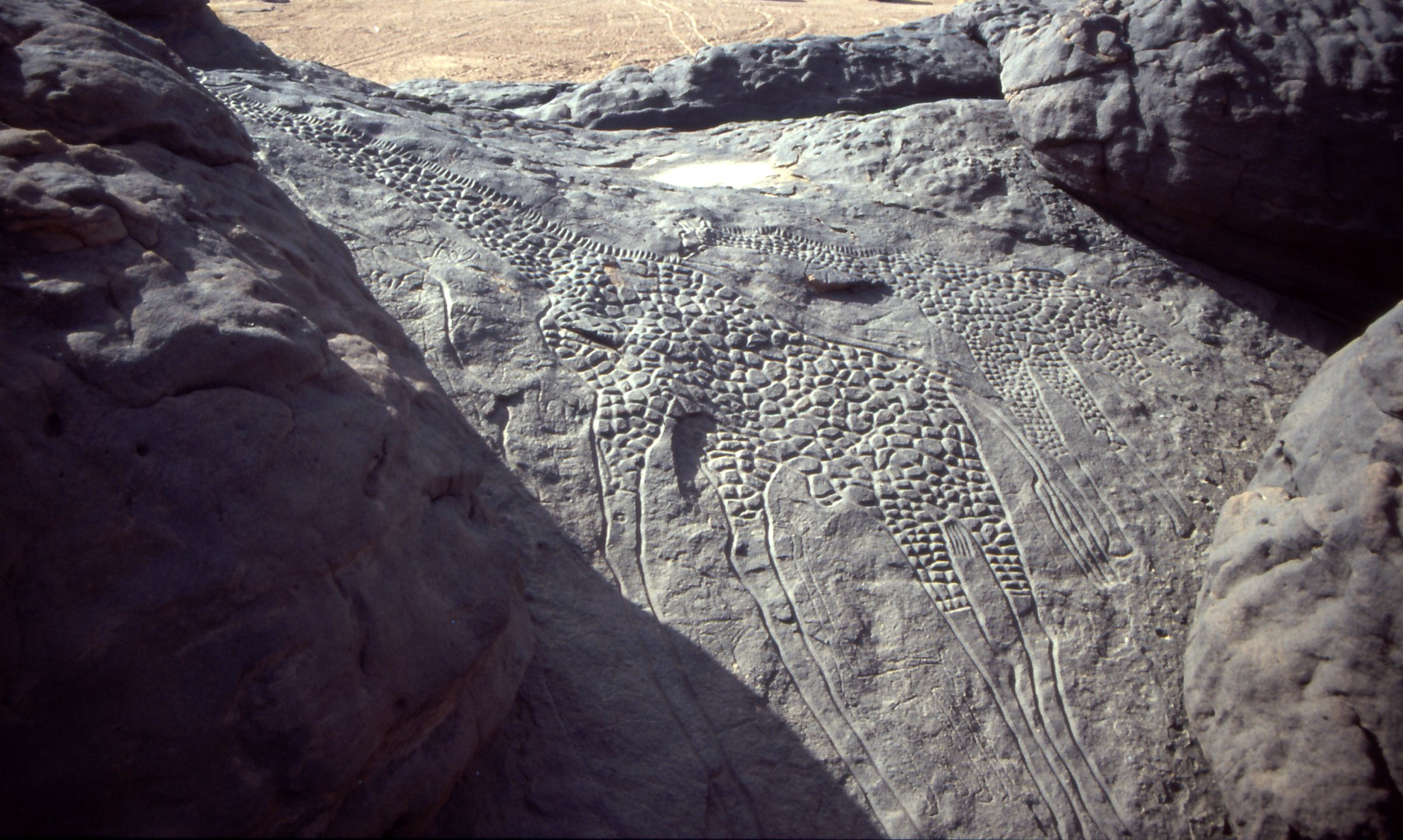
Girafes de Dabous, 1991

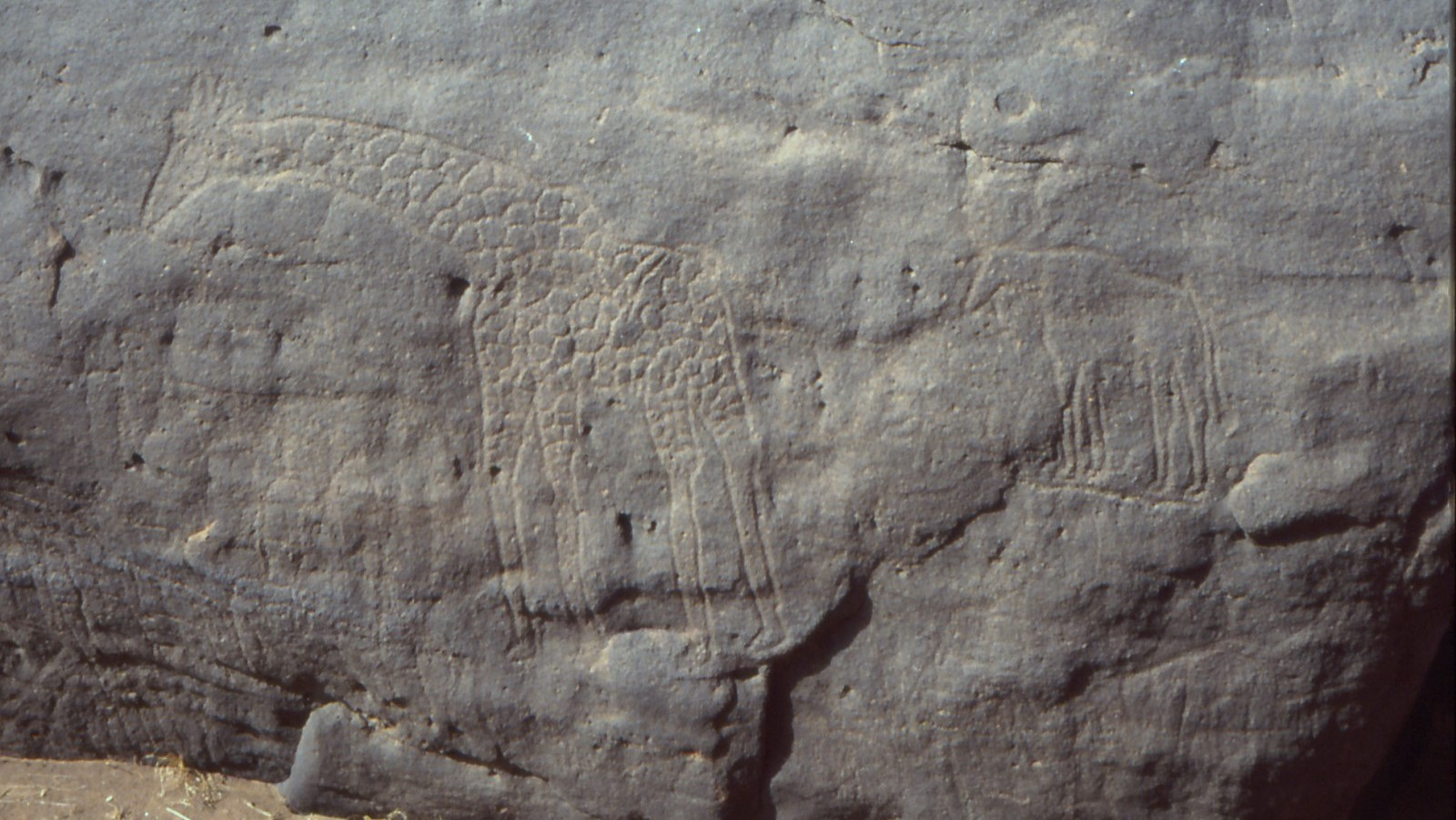
Pétroglyphes plus restreints à Dabous

- Dabous, massif de l'Aïr (gravure de girafes)[22],[23]

### Ouganda
- Art rupestre en Ouganda
- Peintures rupestres de Nyero

### République centrafricaine
- Bambari
- Bangassou
- Bwale
- Djebel Mela
- Koumbala
- Lengo
- Toulou

### République du Congo
- Vallée du Niari[24]

### Tchad
- Niola Doa

### Zambie
- Nyambwezi Falls
- Mwela Rock Paintings (en)

### Zimbabwe
- Parc national de Matobo, dont le site de Pomongwe[25]